# De Utrolige 2
De Utrolige 2 (2018) er en amerikansk computeranimeret film produceret af Pixar og udgivet af Walt Disney Pictures. Filmen som er både skrevet og instrueret af Brad Bird, er efterfølgeren til den oscarvindende “De Utrolige” (2004), og er dermed den anden film i serien om superheltefamilien Parr. I De Utrolige 2 prøver familien at genvinde offentlighedens tillid til superhelte, samtidig med at de balancerer det med det almindelige familieliv. Denne gang er det Helen, Elastipigen, der tager opgaven op i arbejdet som superhelt, mens Bob, Hr. Utrolig, bliver hjemme for at passe familien og ikke mindst deres mindste søn Jack-Jack. 
De Utrolige 2 havde premiere i USA den 5. juni 2018, mens den brede biografpremiere fandt sted 15. juni 2018. I Danmark havde havde den premiere 30. august 2018. De Utrolige 2 fik en positiv modtagelse, og blev rost for sin animation og dubbing, men filmens plot blev kritiseret for at være mindre originalt end den første film.

## Omsætning
I dens amerikanske åbningsweekend omsatte filmen for 182,7 millioner dollars og satte dermed rekord for den højest indtjenende debutweekend for en animationsfilm nogensinde. De Utrolige 2 har til dato omsat for over 1,1 milliarder dollars og er dermed den næsthøjest indtjenende animationsfilm nogensinde, kun overgået af Frost (2013).

## Musik
Soundtracket til De Utrolige 2 er, som i den foregående film, skrevet af Michael Giacchino.

## Stemmer
| Rolle                                | Engelsk stemme    | Dansk stemme                 |
| ------------------------------------ | ----------------- | ---------------------------- |
| Helen Parr/Elasti- pigen/Fru Utrolig | Holly Hunter      | Sofie Stougaard              |
| Bob Parr/Hr. Utrolig                 | Craig T. Nelson   | Torbjørn Hummel              |
| Violet Parr                          | Sarah Vowell      | Maja Iven Ulstrup            |
| Dash Parr                            | Huck Milner       | Frederik Riebeling Jørgensen |
| Jack-Jack Parr                       | Eli Fucile        | Eli Fucile                   |
| Lucius/Frozone                       | Samuel L. Jackson | Lars Bom                     |
| Winston Deavor                       | Bob Odenkirk      | Pilou Asbæk                  |
| Evelyn Deavor                        | Catherine Keener  | Danica Curcic                |
| Edna Mode                            | Brad Bird         | Pia Rosenbaum                |

## Produktion
Tekst mangler, hjælp os med at skrive teksten

## Modtagelse
Tekst mangler, hjælp os med at skrive teksten